# 自由市場

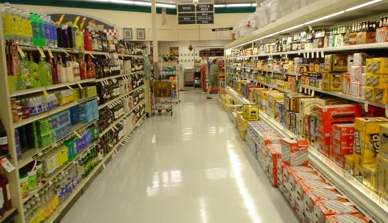
美國的購物市場，這是傳統最基本的自由市場商品經濟型態。

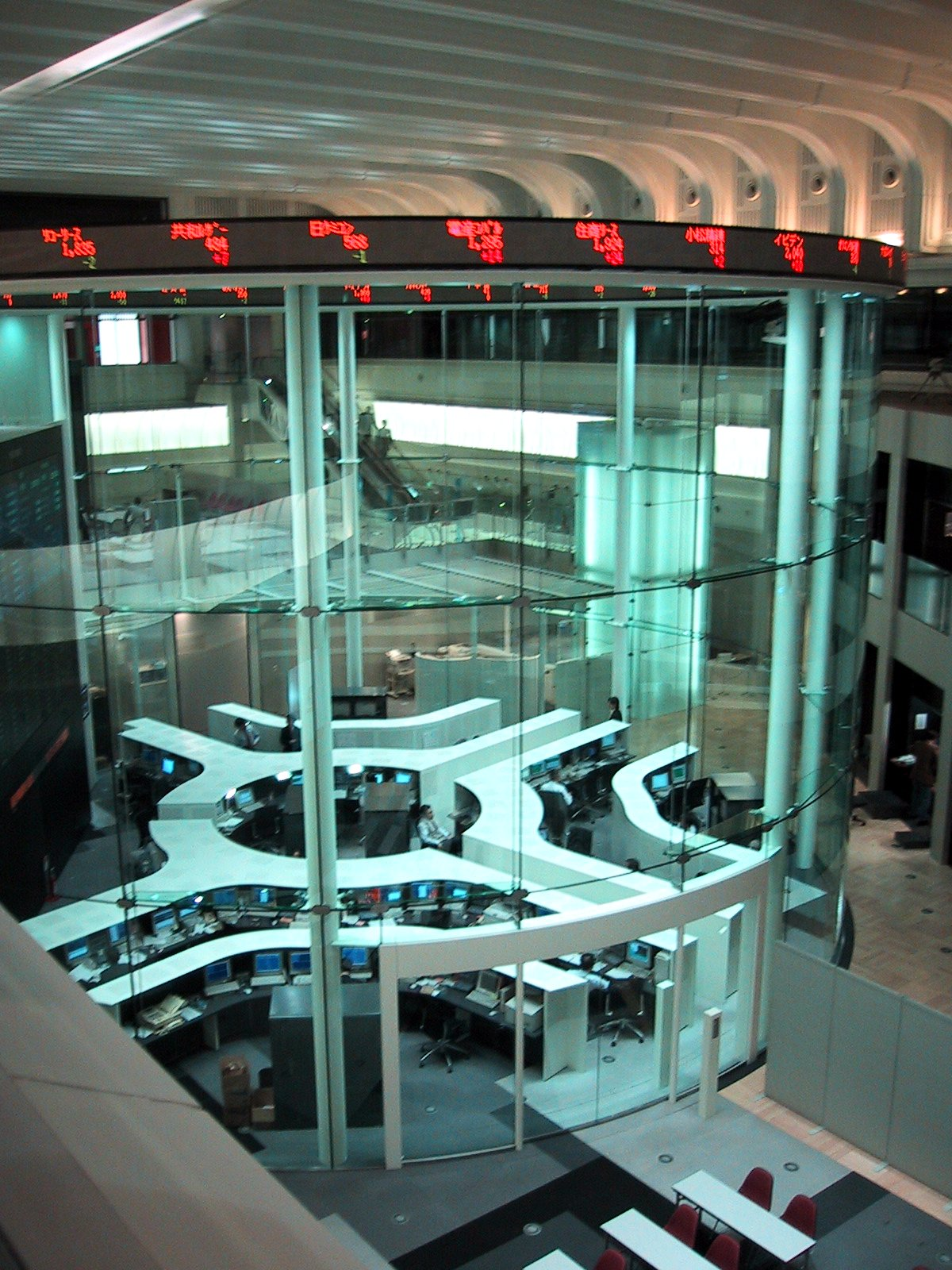
東京證交所，股票市場等於是一種把投資機會和未來機率當作無形商品交易的市場，是商品经济的終極演化。

自由市场是经济学術語，指金钱、货物的流动完全是根据市场自然的状况而进行，政府不介入控制。自由市场经济就是以「市場主導」作為經濟體系運作的原則。
自由市场的原则是希望小政府大市场，但政府儘量不介入或儘可能避免干預經濟發展，在市場需求擴張時期會造成經濟過熱，容易產生經濟泡沫，在經濟萎縮時期，沒有政府主導的提振措施，會令經濟長期衰退，所以現實各地政府仍會對經濟有不同程度的參與。

## 經濟學定義
自由市场的定義是一个極小政府干预和调控的市场，政府对其只行使最低限度的职能，如维护法律制度和保护人权，對企業和市場運作的干預越小越好。它與古典自由主義緊密相連，但經濟學家們一直在為自由度多少能夠被算作自由市場爭論不休。在自由市场中，财产权在一个买卖双方都满意的价格进行自由交换。根据定义，买卖双方都没有强迫对方，也就是既没有使用暴力、暴力威胁，或欺诈手段，也没有被第三方强制执行交易（如政府的转移支付）。此外，在自由市场中，没有外力干涉买方之间或卖方之间的竞争称为自由竞争。因此，价格是买卖行为根据由新古典學派創始人馬歇爾在邊際革命中發明的供求关系决定，而非强迫。与自由市场形成鲜明对比的是受控制或者管制的市场，在其中政府直接或者间接的控制着价格和供给，从而扭曲了市场的信号。在交易场所中，一个商品或服务的价格将消费者的需求反映给生产者，并且促使市场形成可以满足消费者（以及投资者）的资源配置。在自由市场中，价格是由生产剩余的自愿交易，而不是管制市场中的政策法令决定的。通过供应商们提供的产品和服务的自由竞争，价格会趋于下降，产品与服务的质量会趋于上升。不過需要注意的是，政府在經濟危機時用銀行保障價格穩定的手段，有利於修補市場失靈。
自由市场经济与自由放任主义经济学理论紧密相关，后者提倡在现实生活中最大限度地限制政府在经济事务中的干预（如制止暴力和欺诈）来近似地实施放任主义。因此，随着政府被限制到一个防御性的角色，除了征收税收以维持自由市场，它并不主动实施干预。有些自由市场的支持者甚至反对税收，他们宣称市场能更好的提供所有有价值的服务，国防和法律制度也不列外，而且在没有直接税收的情况下也能被提供。例如，无政府资本主义可以代替仲裁机构和私人防卫机构。不過，其可行性一直受到主流學術界的質疑，而由保守派雷根政府推行的砍公共支出政策則一直沒有成效，因為砍稅卻沒有砍公共支出造成美國陷入高負債的危機。
儘管如此，主張功利主義為框架的主流經濟學派如新古典經濟學派以數學為本的邏輯才是現代西方經濟學主張自由市場的真正領頭羊，而非主張極端的自由市場的奧地利經濟學派。雖然如此，新興凱恩斯主義學派、新古典經濟學派、芝加哥經濟學派和奧地利學派這幾個親市場的經濟學派在認可市場機制和市場調節的觀點是近似的，只是方法論不同，而主流的經濟學派通常使用新古典學派的數理框架來計算經濟發展，奧地利學派則幾乎完全脫離數學，以歐陸哲學為框架的形而上學構建經濟學框架。
当一些经济学家认为自由市场是一个在经济发展政策中简单且实用的模型，另一些经济学家认为自由市场是一个规范的而非空泛的概念，并声称有悖于理想自由市场解决方案的政策是错误，即使此等政策能给社会带来一时好处。保罗·萨缪尔森将市场失灵视为高效率市场一般规则的例外。除市場失靈外，大部分經濟學家也認同政府干預對打擊卡特爾和對本國經濟不利的資本外逃與投機是有助於自由市場更好地運行其機制。

## 政治學定義
在政治经济学中，与自由市场经济极端相对应的是计划经济。在计划经济中，有关于生产、分配以及价格的决策是基于整体国情而定的。其他与自由市场相对应的有馈赠型经济以及其他仅能维持生存的经济。而混合经济是介于计划经济和市场经济之间的一种经济形式。

## 社會學定義
社會學上，自由市場是一個在社會中分配商品的經濟系統：生產何物和購買何物，由市場的供求關係調節購買力所決定，並非取決自中央分配。早在18世紀，自由經濟係被支持者用作比較於中世紀經濟，早期近代經濟，和重商主義，此等都是早已存在的經濟辦法。

## 抨擊

### 理論上的問題
一些意見認為自由市場的常見定義往往十分模糊，這種定義無法説明國家在自由市場上應該扮演何角色。一些經濟干預主義者聲稱完美的自由市場及完全競爭只存在於幻想中，在現實世界中，壟斷性競爭非常普遍，他們亦指出國家干預主義在中國、俄國、印度及巴西等國家國內取得了不少成功。

### 實踐上的問題
對於市場原教旨主義最常見的抨擊意見認為如果國家致力保持任由人們出於利己動機去任意行事這種狀態，將會造成嚴重的不平等問題。鼓吹國家完全無所作為的自由市場原教旨主義則被認為是不切實際的。
一種對於無政府資本主義的抨擊意見認為如果國家不存在，獲得成功的企業便可能會開始壟斷其所在的行業，甚至以武力試圖控制其所在地，而此種行為正正違反了構建自由市場者的初衷。亦有意見認為在沒有國家的情況下，企業會成為事實上的國家。

## 外部連結
- 鉛筆經濟研究社-台灣分社 （页面存档备份，存于）